# Willem Jacob Aarland Roldanus
Willem Jacob Aarland Roldanus (1877 - 1940) was een Nederlands vertaler.
Tussen 1912 en 1938 vertaalde Roldanus tientallen romans en enkele non-fictie boeken uit het Engels, Frans en Duits in het Nederlands. Hij vertaalde werken van onder anderen Émile Zola, Tarzan-boeken van Edgar Rice Burroughs en romans van Henry Rider Haggard. Zijn laatste grote werk was de Nederlandse vertaling van Gejaagd door de Wind van Margaret Mitchell. Ook vertaalde hij enkele boeken uit het Russisch, Zweeds en Noors.
Enkele door Roldanus vertaalde werken:
- Jenkins, Herbert, Bindle; eenige hoofdstukken uit het leven van Joseph Bindle, uitg. Blankwaardt & Schoonhoven, Rijswijk (Z.-H.)
- Jenkins, Herbert, De avondclub, uitg. Blankwaardt & Schoonhoven, Rijswijk (Z.-H.)
- Jenkins, Herbert, Avonturen van Bindle, uitg. Blankwaardt & Schoonhoven, Rijswijk (Z.-H.)

- Digitale Bibliotheek voor de Nederlandse Letteren: rold002
- International Standard Name Identifier: 0000 0003 9067 9151
- Nederlandse Thesaurus van Auteursnamen: 07332907X
- Virtual International Authority File: 284351261